# Ocrepeira pista
Ocrepeira pista là một loài nhện trong họ Araneidae.
Loài này thuộc chi Ocrepeira. Ocrepeira pista được Herbert Walter Levi miêu tả năm 1993.